# Kerkhof van Ploegsteert
Het Kerkhof van Ploegsteert is een gemeentelijke begraafplaats in het Belgische dorp Ploegsteert, een deelgemeente van Komen-Waasten. Het kerkhof ligt achter de Sint-Petrus-en-Pauluskerk in het centrum van het dorp en wordt omsloten door een haag. Voor de kerk staat een monument voor de militaire en burgerlijke slachtoffers van beide wereldoorlogen.

## Bekende persoon
Op het kerkhof ligt de voormalige wielrenner Frank Vandenbroucke begraven.

## Britse oorlogsgraven
In de zuidelijke helft van het kerkhof ligt een perk met 9 Britse gesneuvelden uit de Eerste Wereldoorlog waaronder 7 officieren. Er liggen 2 Canadezen van de Canadian Infantry, 6 Britten van het Hampshire Regiment en 1 Brit van de 11th (Prince Albert's Own) Hussars. Zij kwamen om tussen oktober 1914 en februari 1915. Hun graven worden onderhouden door de Commonwealth War Graves Commission en staan er geregistreerd onder Ploegsteert Churchyard.